# Dansk stensöta
Dansk stensöta (Polypodium interjectum) är en stensöteart, som är mycket svår att i fält skilja från vanlig stensöta (Polypodium vulgare), utan det säkraste är att vid mikroskopi bestämma kromosomantalet, som är 6n=222 för den hexaploida danska stensötan medan det är 4n=148 för den tetraploida vanliga stensötan. Alternativt kan artbestämning ske genom bestämning av tunnväggiga basalceller och tjockväggiga annulusceller, vilket kräver specialistfärdigheter.
Morfologiskt har den danska stensötan jämförelsevis både längre och bredare blad än vanlig stensöta och de nedre bladflikarna är längre än de mellersta och har parallella sidor, så småningom avsmalnande till en vassare spets. Bladskivan är tämligen ”hopsnörpt” i sin övre del. Sporgömmesamlingarna är ovala medan de hos vanlig stensöta är mer eller mindre cirkelrunda. Sporgömmena hos den danska stensötan utvecklas normalt senare under året, så att sporspridningen från dess mogna sporangier företrädesvis sker på hösten och vintern till skillnad från den vanliga stensötans, som sker undre sommaren och tidig höst.

## Hybrider
Vanlig stensöta hybridiserar lätt med den danska stensötan, där den sterila hybriden har kromosomtal 5n=185. Kromosomerna är små och många och därför svåra att räkna och artbestämningen blir ofta en sammanvägning av olika karaktäristika.

## Utbredning
Den danska stensötan växer på basiska jordar med utbredning i huvudsak inom sydvästra delarna av Europa från nordvästra Pyreneiska halvön via Frankrike, Belgien och upp till södra Holland samt på Brittiska öarna. I Centraleuropa finns spridda förekomster och i Skandinavien finns den på östra Jylland, de danska öarna och på enstaka lokaler i Norge. I Sverige finns fynd från Kullaberg och Mölle i Skåne och två lokaler på Öland, Resmo och ek/hasselskogen i Vickleby ädellövskog samt på Tjörn i Bohuslän.